# Turret Arch
Turret Arch est une arche naturelle du comté de Grand, dans l'Utah, aux États-Unis. Elle est protégée au sein du parc national des Arches.